# Д’Этамп де Валансе, Ашиль
Ашиль Д’Этамп де Валансе (фр. Achille d'Estampes de Valençay; 5 июля 1593, Тур, королевство Франция — 27 июня 1646, Рим, Папская область) — французский куриальный кардинал и генерал папской армии. Кардинал in pectore  с 13 июля по 14 декабря 1643. Кардинал-дьякон с 14 декабря 1643, с титулярной диаконией Сант-Адриано-аль-Форо со 2 мая 1644 по 27 июня 1646.